# Cañada de la Estanzuela
Der Cañada de la Estanzuela ist ein Bach in Uruguay.
Er verläuft auf dem Gebiet des Departamentos Colonia. Er mündet als linksseitiger Zufluss in den Oberlauf des Arroyo del General.